# Pierre Messmer
Pierre Messmer (Vincennes, 1916. március 20. – Párizs, 2007. augusztus 29.) francia politikus, az Ötödik Francia Köztársaság 5. miniszterelnöke.

## Életpályája

### ASzabad Francia Erőkkötelékében
1871-ben a porosz–francia háború után a Poroszországhoz csatolt Elzászból nagyapja Párizsba  települt át. Messmer jogi doktorátusa után a Keleti nyelvek és civilizációk főiskoláján tanult, 1938/39-ben a gyarmatok igazgatásából szerzett diplomát. 1939-ben behívták katonának, a 12. szenegáli lövészezredhez helyezték. 1940 júniusában Allier-ben állomásoztak, amikor Pétain fegyverletételre szólított fel a rádión keresztül. Jean Simon alhadnagy és Messmer nem fogadták el Pétain döntését és csatlakoztak Humbert Vuillemen hajóskapitány által szervezett partizánakcióhoz. A marseille-i kikötőben horgonyzó Capo Olmo olasz hajót lefoglalta a Francia Haditengerészet, miután Olaszország hadat üzent Franciaországnak. Vuillemen utasítására közel 500 tonna hadianyagot, (többek között 12 db ládákba csomagolt Glenn Martin repülőgépet, repülőgép vontatókat) raktak a hajóra, és elindultak Észak-Afrika felé. Simon, Messmer és Vuillemen eldöntötték, hogy csatlakoznak a britekhez, és a Londonban működő Szabad Franciaország szervezethez. A spanyol partoknál csellel leszakadtak a konvojról, és Gibraltárba hajóztak. Onnan Liverpoolba szállították a hadianyagot. A szállítmányért kapott összeg további három hónapra biztosította a Szabad Franciaország működését, amelynek mindhárman tagjai lettek. Charles de Gaulle engedélyezte, hogy Messmer és Simon belépjenek a Francia Idegenlégióba. A hajót csapatszállításra alakították át, és 400 önkéntest vittek Doualába és a Francia Egyenlítői-Afrikába.
Messmer a Francia Idegenlégió 13. féldandárjának zászlóalj parancsnokaként részt vett a dakari, gaboni, eritreai és szíriai katonai expedíciókban. Harcolt Bir Hakeimnél, és a második el-alameini csatában. Azután Tunéziába helyezték, majd Londonba. 1944 augusztusában részt vett a normandiai partraszállásban, a 2. páncélos hadosztállyal Párizs és Franciaország felszabadításában. November 11-én Charles de Gaulle személyesen adta át Messmernek a Francia Köztársaság Becsületrendjét az Arc de Triomphe-nál. Azután újra visszatért az Idegenlégió 13. félbrigádjához, majd rövid időt töltött Kalkuttában a francia missziónál. 1945-ben ejtőernyőn ledobták a dzsungelbe Indokínában, a Việt Minh fogságába esett, de két hónap után sikerült megszöknie, és eljutott Hanoiba a francia misszióhoz. Leszerelése után az indokínai ügyekkel foglalkozott.

### Gyarmatügyi kormányhivatalnok
Az ötvenes években Messmer visszatért Afrikába: Mauritánia Adrar régiójának parancsnoka (1950–1951), Mauritánia (1952–1954) majd Elefántcsontpart kormányzója (1954–1956). Kamerunban a francia kormány főbiztosa (1956–1958). 1958-ban a Francia Egyenlítői-Afrika főbiztosa, 1958–1959-ben a Francia Nyugat-Afrika általános főbiztosa.

### A politika színterén
1960-ban de Gaulle elnök honvédelmi miniszterré nevezte ki. Messmer kezdeményezésére jött létre a NATO Tigris Szövetség, a NATO különböző egységei közötti kapcsolatok erősítésére.
1961-ben de Gaulle átszervezte az ország védelmi erőit. A fegyverkezésért felelős minisztériumi megbízott hatáskörébe kerültek a technikai és ipari vonatkozások is. Az elnök  direktívájában meghatározta a francia nukleáris csapásmérő erők méretét, amit ez az új védelmi szervezet valósított meg Messmer hozzáértő irányítása alatt, minden szinten rendkívül nehéz körülmények között.
Messmer jelen volt 1962. május 1-jén a Béryl fedőnevű földalatti kísérleti atomrobbantásnál Algériában, Tamanrassettől északra az Ahaggar-hegységben, s ami nukleáris balesetté vált. A robbanás következtében egy földalatti járat beszakadt és különböző erősségű sugárzás érte a helyszínen tartózkodókat.
Bírálatok érték Messmert, mert 1962-ben az algériai háború végén elfogadta és érvényesítette a francia kormánynak azt a politikai döntését, hogy nem mentik meg a harkikat.
1971. február 25-én kinevezték Franciaország tengerentúli megyéiért és  területeiért felelős miniszterré Jacques Chaban-Delmas kormányában. 1972 júliusában Chaban-Delmas-t követte a miniszterelnöki poszton. Messmer szerint a munkanélküliség és az infláció okozza a társadalmi feszültségeket. Politikai programjában meghirdette a nemek esélyegyenlőségét, az aktív évek alatti szakmai továbbképzés biztosítását, az oktatásügy reformját, a munkaadók felmondási jogának felülvizsgálatát. Kormánya folytatta a nagyberuházások tervezését és megvalósítását (BP de Paris, TGV Párizs–Lyon, Párizs-Charles de Gaulle repülőtér, atomerőművek építése).
1974. május 27-én Messmer elhagyta a kormányt és különböző regionális funkciókat töltött be: Sarrebourg polgármestere (1971–1989), Lotaringia regionális tanácsának tagja (1968–1992), Lotaringia regionális tanácsának elnöke (1978–1979), Moselle nemzetgyűlési képviselője (1979–1984), az Európai Parlament képviselője (1979–1984), a Fondation Charles de Gaulle elnöke (1992–1995). 1999-ben a Francia Akadémia tagjává választották.

## Kitüntetései
- A Francia Köztársaság Becsületrendjének nagykeresztje
- Compagnon de la Libération
- Croix de guerre 1939–1945
- Médaille de la Résistance
- Médaille des évadés
- Croix du combattant
- Médaille coloniale
- Médaille commémorative de la guerre 1939-1945
- Legion of Merit
- Nísan el-Iftihár-rend parancsnoka (Tunézia)
- A Kambodzsai Királyi Rend parancsnoka
- A Szent Olaf-rend nagykeresztje

## Írásai
- Le Régime administratif des emprunts coloniaux : thèse pour le doctorat en droit, 1939
- De la Répression des fraudes commerciales : contribution à l'étude des dispositions législatives relatives à la répression des fraudes commerciales, thèse, 1954
- Le Service militaire, débat avec Jean-Pierre Chevènement, 1977
- Les Écrits militaires de Charles de Gaulle : essai d'analyse thématique, 1985 (Alain Larcannal közösen)
- Après tant de batailles : mémoires, 1992
- Les Blancs s'en vont : récits de décolonisation, 1998
- La patrouille perdue : et autres récits extraordinaires, 2002
- Ma part de France, 2003

## Kapcsolódó szócikk
- Franciaország miniszterelnökeinek listája